# Équipe d'Irlande de hockey sur glace
Cet article traite de l'équipe masculine. Pour l'équipe féminine, voir Équipe d'Irlande féminine de hockey sur glace.
L'équipe d'Irlande de hockey sur glace est la sélection nationale de l'Irlande regroupant les meilleurs joueurs irlandais de hockey sur glace lors des compétitions internationales. Les joueurs originaires d'Irlande du Nord peuvent jouer au sein de cette sélection. L'équipe est sous la tutelle de la Irish Ice Hockey Association. L'équipe n'est pas classée au classement IIHF en 2018.

## Historique
L'équipe ne participe plus aux compétitions internationales de l'IIHF depuis 2013. À la suite de la fermeture de l'unique patinoire le Dundalk Ice Dome à la fin de 2010, le pays ne remplit plus les critères minimums pour intégrer les championnats mondiaux.

## Effectif
Sélection pour le championnat du monde 2011, Division II, Groupe B.
| Numéro | Nom         | Club    |
| ------ | ----------- | ------- |
| 1      | Adam Pepper | Irlande |
| 20     | Kevin Kelly | Irlande |

| Numéro | Nom                    | Club                    |
| ------ | ---------------------- | ----------------------- |
| 2      | Garrett MacNeill       | Canadiens de Burlington |
| 9      | Timothy O'Driscoll - A | Irlande                 |
| 11     | Niall McEvoy           | Irlande                 |
| 13     | Dean Kelly - A         | Irlande                 |
| 16     | Robert Leckey          | Flyers IHC              |
| 19     | David Morrison         | Irlande                 |

| Numéro | Nom               | Club                  |
| ------ | ----------------- | --------------------- |
| 4      | Craig Fay         | Charlestown Chiefs    |
| 7      | Ross Bickerstaff  | Belfast Junior Giants |
| 8      | Steven Ewen       | Dundalk Bulls         |
| 10     | Sean Dooley       | Canadiens d'Edmonton  |
| 12     | Rian Larkin       | Dundalk Bulls         |
| 14     | Stephen Hamill    | Flyers IHC            |
| 15     | Christopher Adams | Belfast Foxes         |
| 17     | Steven Balmer     | Trafford Metros       |
| 21     | Jason McCrainor   | Dundalk Bulls         |
| 22     | Mark Morrison - C | Irlande               |
| 23     | Stephen Adams     | Belfast Giants        |
| 24     | Gareth Roberts    | Belfast Giants        |

## Résultats

### Jeux olympiques
- 1920-2018 - Ne participe pas

### Championnats du monde
- 2004 - 4e de Division III
- 2005 - 4e de Division III
- 2006 - 4e de Division III
- 2007 - 2e de Division III
- 2008 - 6e de Division II, groupe A
- 2009 - 5e de Division III
- 2010 - 1er de Division III, groupe A
- 2011 - 6e de Division II, groupe B
- 2012 - 4e de Division III
- 2013 - 4e de Division III

Note :  Promue ;  Reléguée

### Development Cup
- 2017 -
- 2018 -

## Classement mondial
| Année     | Rang | Points | Progression |
| --------- | ---- | ------ | ----------- |
| 2004      | 44   | 260    | -           |
| 2005      | 44   | 455    | ±0          |
| Mai 2006  | 44   | 585    | ±0          |
| 2007      | 43   | 710    | +1          |
| 2008      | 40   | 775    | +3          |
| 2009      | 42   | 720    | -2          |
| Fév. 2010 | 42   | 720    | ±0          |
| Mai 2010  | 41   | 750    | +1          |
| 2011      | 41   | 785    | ±0          |

| Année       | Rang       | Points     | Progression |
| ----------- | ---------- | ---------- | ----------- |
| 2012        | 42         | 735        | -1          |
| 2013        | 42         | 705        | ±0          |
| Fév. 2014   | 42         | 705        | ±0          |
| Mai 2014    | 44         | 795        | ±0          |
| 2015        | 48         | 195        | -4          |
| 2016        | 48         | 65         | ±0          |
| 2017 - 2018 | Non classé | Non classé | Non classé  |

## Équipe junior moins de 20 ans

### Championnats du monde junior
- 2001 - 3e des Qualifications pour la Division III

## Équipe des moins de 18 ans

### Championnats du monde moins de 18 ans
- 2009 - 3e de la Division III, Groupe B
- 2010 - 5e de la Division III, Groupe B
- 2011 - 5e de la Division III, Groupe B
- 2012 - Ne participe pas
- 2013 - 4e de la Division III, Groupe B